# Хокеј на леду за жене на Зимским олимпијским играма 2014.
Такмичења у Хокеју на леду за жене на Зимским олимпијским играма 2014. биће одржана у Сочију у Русији у периоду од 8. до 20. фебруара 2014. Такмичења у хокеју на леду биће одржана у Леденој дворани Бољшој и у Шајба арени.
На турниру ће играти 8 екипа, подељених у две групе по четири тима, у којима ће се играти по једноструком бод систему (свако са сваким једну утакмицу). Две најбоље пласиране екипе из обе групе пласираће се у полуфинале.

## Квалификације
Канада, САД, Финска, Швајцарска, Шведска и Русија су се пласирале на основу ИИХФ Ранг листе. Јапан и Немачка су се пласирале преко квалификација.

## Учесници
Осам репрезентација је подељено у две групе
| Група А - Канада - Финска - Швајцарска - Сједињене Државе | Група Б - Русија - Шведска - Немачка - Јапан |

## Први круг
По локално времену UTC+4

### Група А
| 8. фебруар 2014. 12:00 | САД | 3:1 (1:0, 2:0, 0:1) | Финска | Ледена дворана Шајба, Сочи Посетилаца: 4 135 |

| Извор                                                | Извор           | Извор            | Извор     | Извор                                                            |
| ---------------------------------------------------- | --------------- | ---------------- | --------- | ---------------------------------------------------------------- |
|                                                      | Џеси Ветер      | Голмани          | Нора Рети | Судије Никол Хертрих Линијске судије Терез Бјeркман Стефани Гањо |
| Х. Најт - 00:53 К. Стак - 27:42 А. Карпентер - 35:59 | 1:0 2:0 3:0 3:1 | 55:22- С. Тапани |           | Судије Никол Хертрих Линијске судије Терез Бјeркман Стефани Гањо |
| 4 мин                                                | Искључења       | 8 мин            |           | Судије Никол Хертрих Линијске судије Терез Бјeркман Стефани Гањо |
| 43                                                   | Шутеви на гол   | 15               |           | Судије Никол Хертрих Линијске судије Терез Бјeркман Стефани Гањо |

| 8. фебруар 2014. 17:00 | Канада | 5:0 (2:0, 3:0, 0:0) | Швајцарска | Ледена дворана Шајба, Сочи Посетилаца: 4 386 |

| Извор                                                                                           | Извор               | Извор   | Извор          | Извор                                                          |
| ----------------------------------------------------------------------------------------------- | ------------------- | ------- | -------------- | -------------------------------------------------------------- |
|                                                                                                 | Шарлин Лабонте      | Голмани | Флоранс Шелинг | Судије Аина Хове Линијске судије Алиша Ханран Михаела Куделова |
| Ж. Ларок - 01:25 Т. Вочорн - 06:30 Х. Викенхејзер - 23:54 М-Ф. Пулен - 32:28 Р. Џонстон - 36:10 | 1:0 2:0 3:0 4:0 5:0 |         |                | Судије Аина Хове Линијске судије Алиша Ханран Михаела Куделова |
| 2 мин                                                                                           | Искључења           | 4 мин   |                | Судије Аина Хове Линијске судије Алиша Ханран Михаела Куделова |
| 69                                                                                              | Шутеви на гол       | 14      |                | Судије Аина Хове Линијске судије Алиша Ханран Михаела Куделова |

| 10. фебруар 2014. 14:00 | САД | 9:0 (5:0, 1:0, 3:0) | Швајцарска | Ледена дворана Шајба, Сочи Посетилаца: 3.812 |

| Извор | Извор                               | Извор         | Извор          | Извор                                  |
| --- | ----------------------------------- | ------------- | -------------- | -------------------------------------- |
| | Моли Шаус                           | Голмани       | Флоранс Шелинг | Линијске судије Дениз Кои Шарлот Жирар |
| М. Ламоро - 9:20 Б. Декер - 10:07 А. Кесел - 10:15 Х. Најт - 14:23 А. Кесел - 15:42 М. Ламоро - 33:26 К. Којн - 40:49 К. Којн - 43:59 А. Карпентер - 55:39 | 1:0 2:0 3:0 4:0 5:0 6:0 7:0 8:0 9:0 | Мелани Бордло |                | Линијске судије Дениз Кои Шарлот Жирар |
| 4 мин | Искључења                           | 8 мин         |                | Линијске судије Дениз Кои Шарлот Жирар |
| 53 | Шутеви на гол                       | 10            |                | Линијске судије Дениз Кои Шарлот Жирар |

| 10. фебруар 2014. 19:00 | Финска | 0:3 (0:0, 0:0, 0:0) | Канада | Ледена дворана Шајба, Сочи Посетилаца: 4.837 |

| Извор  | Извор         | Извор                                                             | Извор         | Извор                                                         |
| ------ | ------------- | ----------------------------------------------------------------- | ------------- | ------------------------------------------------------------- |
|        | Нора Рети     | Голмани                                                           | Шенон Сабадос | Судије Џој Тотман Линијске судије Тересе Бјеркман Лора Џонсон |
|        | 0:1 0:2 0:3   | 49:27 - М. Агоста-Марсијано 52:24 - Џ. Хетфорд 56:36 - Р. Хетфорд |               | Судије Џој Тотман Линијске судије Тересе Бјеркман Лора Џонсон |
| 10 мин | Искључења     | 12 мин                                                            |               | Судије Џој Тотман Линијске судије Тересе Бјеркман Лора Џонсон |
| 14     | Шутеви на гол | 42                                                                |               | Судије Џој Тотман Линијске судије Тересе Бјеркман Лора Џонсон |

| 12. фебруар 2014. 12:00 | Швајцарска | 3:4(пр) (0:2, 2:1, 1:0, 0:1) | Финска | Ледена дворана Шајба, Сочи Посетилаца: 4 211 |

| Извор                                               | Извор                      | Извор                                                                             | Извор     | Извор                                                         |
| --------------------------------------------------- | -------------------------- | --------------------------------------------------------------------------------- | --------- | ------------------------------------------------------------- |
|                                                     | Флоранс Шелинг             | Голмани                                                                           | Нора Рети | Судије Ерин Блер Линијске судије Лора Џонсон Михаела Куделова |
| Р. Егиман - 23:28 Ф. Стенз - 28:00 С. Марти - 56:25 | 0:1 0:2 1:2 2:2 2:3 :3 3:4 | 07:56 - Џ. Хирикоски 09:55 - М. Карвинен 35:31 - М. Карвинен 62:38 - Џ. Хирикоски |           | Судије Ерин Блер Линијске судије Лора Џонсон Михаела Куделова |
| 31 мин                                              | Искључења                  | 12 мин                                                                            |           | Судије Ерин Блер Линијске судије Лора Џонсон Михаела Куделова |
| 27                                                  | Шутеви на гол              | 34                                                                                |           | Судије Ерин Блер Линијске судије Лора Џонсон Михаела Куделова |

| 12. фебруар 2014. 16:30 | Канада | 3:2 (0:0, 0:1, 3:1) | САД | Ледена дворана Шајба, Сочи Посетилаца: 4.812 |

| Извор                                                                             | Извор              | Извор                                   | Извор      | Извор                                                           |
| --------------------------------------------------------------------------------- | ------------------ | --------------------------------------- | ---------- | --------------------------------------------------------------- |
|                                                                                   | Шарлин Лабонте     | Голмани                                 | Џеси Ветер | Судије Ана Ескола Лона Новотна Линијске судије Зузана Свободова |
| М. Агоста-Марсијано (5х4) — 42:21 Хејли Викенхајзер — 43:54' Меган Агоста — 54:55 | 0:1 :1 2:1 3:1 3:2 | 37:34 — Х. Најт (5х4) 58:55 — Ен Шлепер |            | Судије Ана Ескола Лона Новотна Линијске судије Зузана Свободова |
| 8 мин                                                                             | Искључења          | 10 мин                                  |            | Судије Ана Ескола Лона Новотна Линијске судије Зузана Свободова |
| 31                                                                                | Шутеви на гол      | 27                                      |            | Судије Ана Ескола Лона Новотна Линијске судије Зузана Свободова |

Табела
| #  | Репрезентација | Ут | П | Ппр | Ипр | И | ГД | ГП | ГР  | Бод |
| -- | -------------- | -- | - | --- | --- | - | -- | -- | --- | --- |
| 1. | Канада         | 3  | 3 | 0   | 0   | 0 | 11 | 2  | +9  | 9   |
| 2. | САД            | 3  | 2 | 0   | 0   | 1 | 14 | 4  | +10 | 6   |
| 3. | Финска         | 3  | 0 | 1   | 0   | 2 | 5  | 9  | −4  | 2   |
| 4. | Швајцарска     | 3  | 0 | 0   | 1   | 2 | 3  | 18 | −15 | 1   |

### Група Б
| 9. фебруар 2014. 12:00 | Шведска | 1:0 (1:0, 0:0, 0:0) | Јапан | Ледена дворана Шајба, Сочи Посетилаца: 2 928 |

| Извор             | Извор            | Извор   | Извор         | Извор                                                             |
| ----------------- | ---------------- | ------- | ------------- | ----------------------------------------------------------------- |
|                   | Валентина Валнер | Голмани | Нана Фуџимото | Судије Ерин Блејр Линијске судије Шарлоте Гирард Зузана Свободова |
| Ј. Асерхолт-12:38 | 1:0              |         |               | Судије Ерин Блејр Линијске судије Шарлоте Гирард Зузана Свободова |
| 8 мин             | Искључења        | 4 мин   |               | Судије Ерин Блејр Линијске судије Шарлоте Гирард Зузана Свободова |
| 23                | Шутеви на гол    | 19      |               | Судије Ерин Блејр Линијске судије Шарлоте Гирард Зузана Свободова |

| 9. фебруар 2014. 17:00 | Русија | 4:1 (0:0, 0:1, 4:0) | Немачка | Ледена дворана Шајба, Сочи Посетилаца: 5 048 |

| Извор                                                                      | Извор              | Извор        | Извор       | Извор                                                       |
| -------------------------------------------------------------------------- | ------------------ | ------------ | ----------- | ----------------------------------------------------------- |
|                                                                            | Јулиа Лескина      | Голмани      | Виона Харер | Судије Ана Ескола Линијске судије Лаура Џонсон Лона Новотна |
| И. Гаврилова-45:04, О. Сосина-48:49, Ј. Смолентсева-49:27, О. Сосина-52:15 | 0:1 :1 2:1 3:1 4:1 | Ф. Буш-26:48 |             | Судије Ана Ескола Линијске судије Лаура Џонсон Лона Новотна |
| 4 мин                                                                      | Искључења          | 8 мин        |             | Судије Ана Ескола Линијске судије Лаура Џонсон Лона Новотна |
| 37                                                                         | Шутеви на гол      | 15           |             | Судије Ана Ескола Линијске судије Лаура Џонсон Лона Новотна |

| 11. фебруар 2014. 14:00 | Немачка | 0:4 (0:1, 0:0, 0:3) | Шведска | Ледена дворана Шајба, Сочи Посетилаца: 4 015 |

| Извор | Извор           | Извор                                                                 | Извор            | Извор                                                   |
| ----- | --------------- | --------------------------------------------------------------------- | ---------------- | ------------------------------------------------------- |
|       | Џенифер Харс    | Голмани                                                               | Ким Мартин Хасон | Аина Хове Линијске судије Стефани Гањо Михаела Куделова |
|       | 0:1 0:2 0:3 0:4 | Е. Нордин-01:00, Ц. Остберг-47:42, Ј. Олофсон-50:31, П. Винберг-51:35 |                  | Аина Хове Линијске судије Стефани Гањо Михаела Куделова |
| 4 мин | Искључења       | 10 мин                                                                |                  | Аина Хове Линијске судије Стефани Гањо Михаела Куделова |
| 21    | Шутеви на гол   | 29                                                                    |                  | Аина Хове Линијске судије Стефани Гањо Михаела Куделова |

| 11. фебруар 2014. 19:00 | Русија | 2:1 (1:0, 0:0, 1:1) | Јапан | Ледена дворана Шајба, Сочи Посетилаца: 4 897 |

| Извор                               | Извор         | Извор           | Извор         | Извор                                                       |
| ----------------------------------- | ------------- | --------------- | ------------- | ----------------------------------------------------------- |
|                                     | Ана Пругова   | Голмани         | Нана Фуџимото | Судије Никол Хертрих Линијске судије Дениз Кои Алиша Ханран |
| Т. Бурина - 11:39 А. Вафина - 51:36 | 1:0 1:1 2:1   | А. Токо - 40:33 |               | Судије Никол Хертрих Линијске судије Дениз Кои Алиша Ханран |
| 6 мин                               | Искључења     | 6 мин           |               | Судије Никол Хертрих Линијске судије Дениз Кои Алиша Ханран |
| 38                                  | Шутеви на гол | 22              |               | Судије Никол Хертрих Линијске судије Дениз Кои Алиша Ханран |

| 13. фебруар 2014. 12:00 | Јапан | 0:4 (0:1, 0:1, 0:2) | Немачка | Ледена дворана Шајба, Сочи Посетилаца: 2.618 |

| Извор | Извор           | Извор                                                                                                   | Извор       | Извор                                                               |
| ----- | --------------- | --- | ----------- | ------------------------------------------------------------------- |
|       | Нана Фудeимото  | Голмани                                                                                                 | Виона Харер | Судије Мелани Бордело Линијске судије Тересе Бјоркман Шарлот Жирард |
|       | 0:1 0:2 0:3 0:4 | 13:23 — Мануeла Анвандер]] (5х4) 20:48 — Франциска Буш 58:31 — Керстин Шпилбергер 59:28 — Франциска Буш |             | Судије Мелани Бордело Линијске судије Тересе Бјоркман Шарлот Жирард |
| 8 мин | Искључења       | 10 мин                                                                                                  |             | Судије Мелани Бордело Линијске судије Тересе Бјоркман Шарлот Жирард |
| 30    | Шутеви на гол   | 25 |             | Судије Мелани Бордело Линијске судије Тересе Бјоркман Шарлот Жирард |

| 13. фебруар 2014. 21:00 | Шведска | 1:3 (0:1, 1:1, 0:1) | Русија | Ледена дворана Шајба, Сочи Посетилаца: 5.092 |

| Извор                   | Извор            | Извор                                                                | Извор       | Извор |
| ----------------------- | ---------------- | -------------------------------------------------------------------- | ----------- | ----- |
|                         | Валентина Валнер | Голмани                                                              | Ана Пругова |       |
| Пернила Винберг — 38:58 | 0:1 0:2 1:2 1:3  | 08:38 — Ана Щукина 29:20 — Алјена Хомич 58:07 — Екатерина Смоленцева |             |       |
| 14 мин                  | Искључења        | 4 мин                                                                |             |       |
| 16                      | Шутеви на гол    | 31                                                                   |             |       |

Табела
| #  | Репрезентација | Ут | П | Ппр | Ипр | И | ГД | ГП | ГР | Бод |
| -- | -------------- | -- | - | --- | --- | - | -- | -- | -- | --- |
| 1. | Русија         | 3  | 3 | 0   | 0   | 0 | 9  | 3  | +6 | 9   |
| 2. | Шведска        | 3  | 2 | 0   | 0   | 1 | 6  | 3  | +3 | 6   |
| 3. | Немачка        | 3  | 1 | 0   | 0   | 2 | 5  | 8  | −3 | 3   |
| 4. | Јапан          | 3  | 0 | 0   | 0   | 3 | 1  | 7  | −6 | 0   |

## Елиминациона рунда

### Четвртфинале
| 15. фебруар 2014. 12:00 | Финска | 2:4 (0:0, 1:0, 1:4) | Шведска | Шајба арена, Сочи Посетилаца: 2.917 |

| Извор  | Извор         | Извор  | Извор | Извор |
| ------ | ------------- | ------ | ----- | ----- |
|        |               |        |       |       |
|        |               |        |       |       |
| 12 мин | Искључења     | 10 мин |       |       |
| 31     | Шутеви на гол | 32     |       |       |

| 15. фебруар 2014. 16:30 | Швајцарска | 2:0 (1:0, 0:0, 1:0) | Русија | Шајба арена, Сочи Посетилаца: 4.962 |

| Извор | Извор         | Извор | Извор | Извор |
| ----- | ------------- | ----- | ----- | ----- |
|       |               |       |       |       |
|       |               |       |       |       |
| 8 мин | Искључења     | 2 мин |       |       |
| 27    | Шутеви на гол | 41    |       |       |

### Полуфинале
| 17. фебруар 2014. 16:30 | САД | 6:1 (3:0, 2:0, 1:1) | Швајцарска | Шајба арена, Сочи Посетилаца: 4.542 |

| Извор | Извор | Извор | Извор | Извор |
| ----- | ----- | ----- | ----- | ----- |
|       |       |       |       |       |
|       |       |       |       |       |
|       |       |       |       |       |
|       |       |       |       |       |

| 17. фебруар 2014. 16:30 | Канада | 3:1 (3:0, 0:1, 0:0) | Шведска | Шајба арена, Сочи Посетилаца: 3.378 |

| Извор | Извор | Извор | Извор | Извор |
| ----- | ----- | ----- | ----- | ----- |
|       |       |       |       |       |
|       |       |       |       |       |
|       |       |       |       |       |
|       |       |       |       |       |

### Меч за треће место
| 20. фебруар 2014. 19:00 | Швајцарска | 4 : 3 (0:1, 0:1, 4:1) | Шведска | Ледена дворана Бољшој, Сочи Посетилаца: 8.283 |

| Извор                                                                            | Извор                       | Извор                                                                         | Извор                                    | Извор                                                             |
| -------------------------------------------------------------------------------- | --------------------------- | ----------------------------------------------------------------------------- | ---------------------------------------- | ----------------------------------------------------------------- |
|                                                                                  | Флоренс Шелинг              | Голмани                                                                       | 00:00-57:54 Валентина Валнер 59:16-59:37 | Судије Никол Хертрич Линијске судије Дениз Каухеј Алисиа Ханрахан |
| Сара Бенц — 41:18 Фбе Станц (5х4) — 46:13 Џесика Луц — 53:43 Алина Мулер — 58:53 | 0:1 0:2 1:2 2:2 3:2 4:2 4:3 | 14:00 — Мишель Левенхилм 38:58 — Ерика Уден Јохансон '59:16 — Пернила Винберг |                                          | Судије Никол Хертрич Линијске судије Дениз Каухеј Алисиа Ханрахан |
| 10 мин                                                                           | Искључења                   | 4 мин                                                                         |                                          | Судије Никол Хертрич Линијске судије Дениз Каухеј Алисиа Ханрахан |
| 26                                                                               | Шутеви на гол               | 31                                                                            |                                          | Судије Никол Хертрич Линијске судије Дениз Каухеј Алисиа Ханрахан |

### Финале
| 21. фебруар 2014. 21:00 | Канада | 3 : 2 (пр) (0:0, 0:1, 2:1, 1:0) | САД | Ледена дворана Бољшој, Сочи Посетилаца: 10.639 |

| Извор                                                                        | Извор                                 | Извор                                             | Извор      | Извор                                                            |
| ---------------------------------------------------------------------------- | ------------------------------------- | ------------------------------------------------- | ---------- | ---------------------------------------------------------------- |
|                                                                              | Шенон Сабадош 00:00-58:25 59:05-68:10 | Голмани                                           | Џеси Ветер | Судије Џој Тотман Линијске судије Илона Новотна Зузана Свободова |
| Брајан Џенер — 56:34 Мари-Филип Пулен — 59:05 Мари-Филип Пулен (5х3) — 68:10 | 0:1 0:2 1:2 2:2 3:2                   | 31:57 — Меган Даган 42:01 — Алекс Карпентер (5х4) |            | Судије Џој Тотман Линијске судије Илона Новотна Зузана Свободова |
| 10 мин                                                                       | Искључења                             | 14 мин                                            |            | Судије Џој Тотман Линијске судије Илона Новотна Зузана Свободова |
| 31                                                                           | Шутеви на гол                         | 29                                                |            | Судије Џој Тотман Линијске судије Илона Новотна Зузана Свободова |

## Олимпијски победник
| Победник Зимских олимпијских игара 2014. у хокеју на леду за жене |
| Канада Четврта титула                                             |

## Борба за пласман од 5 до 8. места
| 16. фебруар 2014. 12:00 | Финска | 2:1 (2:0, 0:1, 0:0) | Немачка | Шајба арена, Сочи Посетилаца: 2.009 |

| Извор | Извор         | Извор | Извор | Извор |
| ----- | ------------- | ----- | ----- | ----- |
|       |               |       |       |       |
|       |               |       |       |       |
| 8 мин | Искључења     | 8 мин |       |       |
| 27    | Шутеви на гол | 21    |       |       |

| 16. фебруар 2014. 21:00 | Русија | 6:3 (1:0, 3:2, 2:1) | Јапан | Шајба арена, Сочи Посетилаца: 4.793 |

| Извор | Извор         | Извор  | Извор | Извор |
| ----- | ------------- | ------ | ----- | ----- |
|       |               |        |       |       |
|       |               |        |       |       |
| 6 мин | Искључења     | 10 мин |       |       |
| 32    | Шутеви на гол | 27     |       |       |

### За 7. место
| 18. фебруар 2014. 12:00 | Немачка | 3:2 (1:1, 2:0, 0:1) | Јапан | Шајба арена, Сочи Посетилаца: 2.012 |

| Извор | Извор         | Извор  | Извор | Извор |
| ----- | ------------- | ------ | ----- | ----- |
|       |               |        |       |       |
|       |               |        |       |       |
| 8 мин | Искључења     | 12 мин |       |       |
| 23    | Шутеви на гол | 29     |       |       |

### За 5. место
| 18. фебруар 2014. 16:30 | Финска | 4:0 (2:0, 0:0, 2:0) | Русија | Шајба арена, Сочи Посетилаца: 4.112 |

| Извор  | Извор         | Извор  | Извор | Извор |
| ------ | ------------- | ------ | ----- | ----- |
|        |               |        |       |       |
|        |               |        |       |       |
| 14 мин | Искључења     | 12 мин |       |       |
| 29     | Шутеви на гол | 19     |       |       |

## Коначни пласман
| Место | Екипа      |
| ----- | ---------- |
|       | Канада     |
|       | САД        |
|       | Швајцарска |
| 4     | Шведска    |
| 5     | Финска     |
| 6     | Русија     |
| 7     | Немачка    |
| 8     | Јапан      |